# Гха (буква маньчжурского алфавита)
Хэргэни гха — буква маньчжурской письменности, обозначает придыхательный звонкий велярный взрывной согласный. Буква используется в основном в словах иностранного происхождения. В силлобарии Чжуван чжувэ есть только два открытых слога с этой буквой Гха и Гхо.

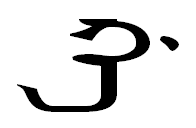
Гха
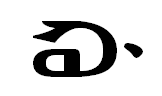
Гхо